# Fradinhos
Die Fradinhos (portugiesisch für die „Mönchlein“) sind eine Gruppe von Basaltfelsen südlich der Azoreninsel Terceira.
Sie liegen etwa 4 km südlich von Porto Judeu und etwa 3,5 km südöstlich der Ilhéus das Cabras. Die Fradinhos sind die bis zu 8 m aus dem Wasser ragenden Spitzen eines erodierten Vulkankegels. Sie liegen in einem mit rotem Licht bestrichenen Sektor des Leuchtturms Farol da Ponta das Contendas, da sie eine Gefahr für die Schifffahrt darstellen.